# 吴川市烈士陵园
吴川市烈士陵园，位于中国广东省湛江市吴川市梅菉镇解放北路，为吴川市的一个市级文物保护单位，类型为近现代重要史迹及代表性建筑，公布时间为1998年12月。
吴川市烈士陵园的历史年代为现代。